# Hispanocar kseniae
Hispanocar kseniae is een keversoort uit de familie Ithyceridae. De wetenschappelijke naam van de soort is voor het eerst geldig gepubliceerd in 2006 door Soriano, Gratshev & Delclòs.